# Episodi di Maghi contro alieni (terza stagione)
La terza stagione della serie televisiva Maghi contro alieni è andata in onda sul canale britannico CBBC dal 27 ottobre al 25 novembre 2014.
| nº | Titolo originale                 | Titolo italiano                            | Prima TV UK      | Prima TV Italia |
| -- | -------------------------------- | ------------------------------------------ | ---------------- | --------------- |
| 1  | The Secret of Room 12: Part One  | Il segreto della Stanza 12 (prima parte)   | 27 ottobre 2014  |                 |
| 2  | The Secret of Room 12: Part Two  | Il segreto della Stanza 12 (seconda parte) | 27 ottobre 2014  |                 |
| 3  | The Quantum Effect: Part One     | Effetto Quantico (prima parte)             | 3 novembre 2014  |                 |
| 4  | The Quantum Effect: Part Two     | Effetto Quantico (seconda parte)           | 4 novembre 2014  |                 |
| 5  | The Daughters of Stone: Part One | Il sonno di pietra (prima parte)           | 10 novembre 2014 |                 |
| 6  | The Daughters of Stone: Part Two | Il sonno di pietra (seconda parte)         | 11 novembre 2014 |                 |
| 7  | The Key of Bones: Part One       | La chiave d'ossa (prima parte)             | 17 novembre 2014 |                 |
| 8  | The Key of Bones: Part Two       | La chiave d'ossa (seconda parte)           | 18 novembre 2014 |                 |
| 9  | Twilight Falls: Part One         | La caduta di Twilight (prima parte)        | 24 novembre 2014 |                 |
| 10 | Twilight Falls: Part Two         | La caduta di Twilight (seconda parte)      | 25 novembre 2014 |                 |